# 白枕鸽
白枕鸽（学名：Columba albinucha）为一种鸽形目鸠鸽科鸽属的鸟类。因鸟的后颈为白色而得名。通常分布于刚果民主共和国东部、乌干达西部、卢旺达和布隆迪。

## 特征
成年白枕鸽应长约34厘米，体重约280至290克。雄鸟的后颈为白色，雌鸟为灰色。喙底部为黑色，尖端为红黄色，腿呈紫红色。上体为深褐色，胸部羽毛为暗棕色和浅红褐色边缘，腹部羽毛为灰色和红褐色边缘，尾部为灰色，末端较淡。